# 库尔德民族主义
库尔德民族主义（：‎，羅馬化：Kurdayetî，意为“库尔德性”或“库尔德主义”）是一种民族主义政治运动，主张库尔德人是一个民族，并倡导伊朗、伊拉克、叙利亚和土耳其的库尔德人聚居区独立，建立库尔德斯坦国家。